# 출연재산
출연재산(出捐財産)이란 일반적으로 당사자 일방이 그 의사에 따라서 재산상의 손실을 봄으로써 타방을 이득시키는 것을 출연이라고 하며, 출연하는 행위, 즉 출연 행위에 의하여 제공된 재산을 출연재산이라고 한다. 민법은 특히 재단법인의 설립을 위하여 출연된 재산에 관하여 출연재산이라는 용어를 쓰고 있는데, 생전처분으로 재단법인을 설립하는 때에는 출연재산은 법인이 성립된 때로부터 법인에 귀속한 것으로 보고 있다.

## 판례
- 민법 제48조는 출연자와 법인과의 관계를 상대적으로 결정함에 있어서 기준이 되는 것에 불과하여 출연재산은 출연자와 법인과의 관계에 있어서 그 출연행위에 터잡아 법인이 성립되면 출연재산은 법인설립시에 법인에게 귀속되어 법인의 재산이 되는 것이다[3].
- 유언으로 재단법인을 설립하는 경우에도 제3자에 대한 관계에서는 출연재산이 부동산인 경우는 그 법인에의 귀속에는 법인의 설립 외에 등기를 필요로 하는 것이므로 재단법인이 그와 같은 등기를 마치지 아니하였다면 유언자의 상속인의 한 사람으로부터 부동산의 지분을 취득하여 이전등기를 마친 선의의 제3자에 대하여 대항할 수 없다[4]

## 같이 보기
- 대한민국 민법 제48조